# Telepflege

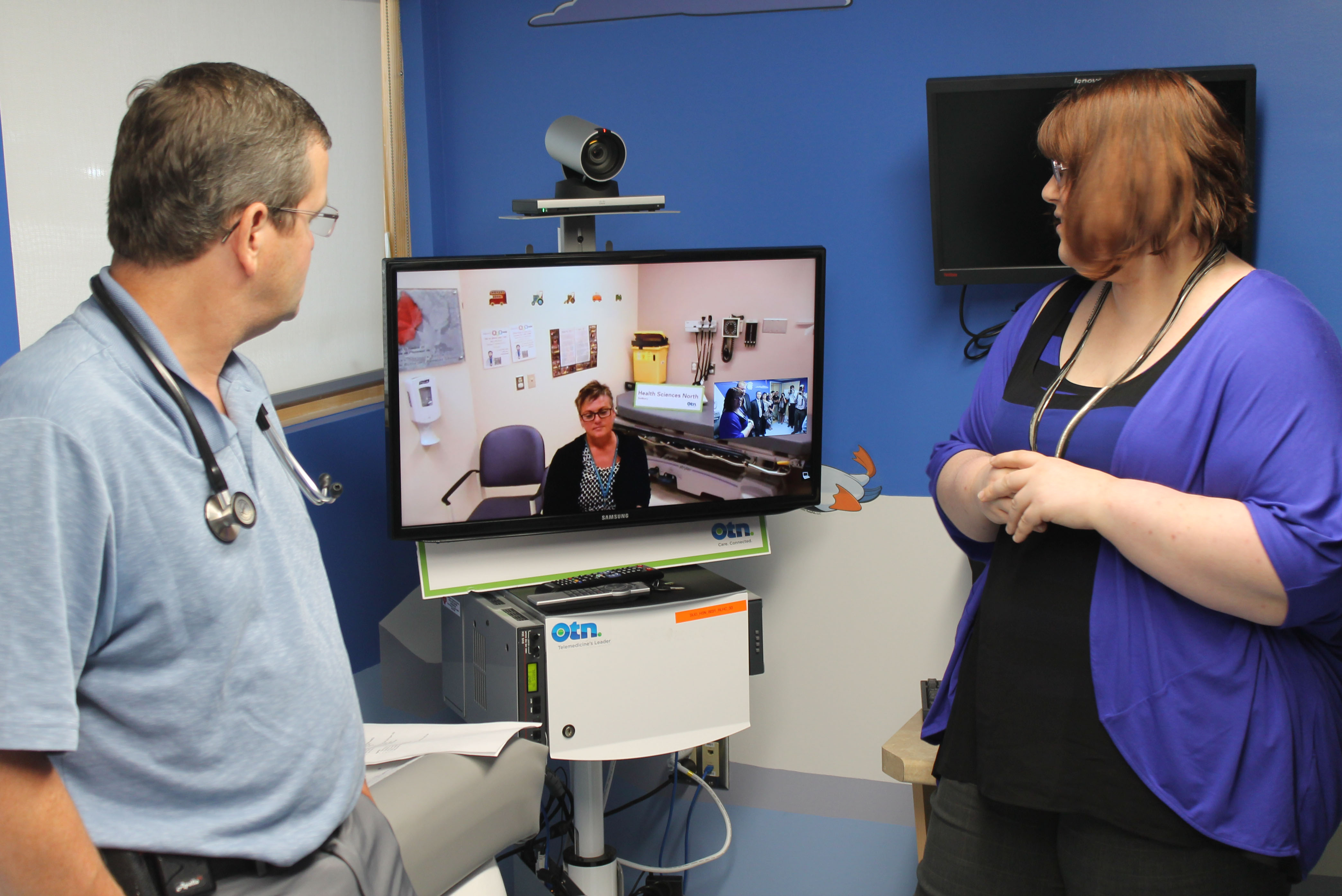
Neue Telekommunikationsausrüstung für Telepflege (Health Sciences North/Horizon Santé-Nord (HSN), Ontario, Kanada.)

Telepflege meint die Anwendung von Informations- und Kommunikationstechnologien um Pflegekräfte untereinander oder mit anderen Personen (wie Ärzten, Pflegebedürftigen und Angehörigen) über räumliche Grenzen hinweg zu verbinden. Damit soll insbesondere eine erhöhte Versorgungssicherheit in ländlichen Regionen ermöglicht werden.

## Ziele und Anwendungsformen
Telepflege zielt insbesondere darauf, einen Beitrag zu leisten, die pflegerische Versorgungssituation weiterhin sicherzustellen und einen einfachen und ortsunabhängigen Austausch zu ermöglichen. Ähnlich wie die Telemedizin soll Telepflege den persönlichen Kontakt, bspw. zwischen Pflegekräften und Pflegebedürftigen nicht ersetzen. Vielmehr soll der Handlungsspielraum der Pflegenden erweitert werden. Als einfachste Form der Telepflege kann dabei der Hausnotruf gelten. Neben der Übertragung von textlichen Nachrichten werde im Kontext einer Anwendung von Telepflege verstärkt auch Bilder (z. B. Fotos einer Wunde), Signale (z. B. EKG), Vitalwerte (z. B. Körpergewicht) übermittelt. Vor dem Hintergrund des Ausbaus von Breitbandtechnologien und leistungsfähigen Mobilfunksystemen kann Telepflege in einer komplexeren Form auch mit einem Videobild eingesetzt werden. Eine Form der Telepflege, die aktuell bereits etabliert ist, ist das Telemonitoring, bspw. in Form der. Überwachung des EKGs von Herzschrittmacherpatienten, Überwachung der Bewegung von sturzgefährdeten Patienten (ebenda).
Mit Blick auf videogestützte Verfahren kann zwischen zwei Anwendungsformen unterschieden werden, die beide zum Bereich der Telekonsultation gehören. In diesem Kontext verbinden sich mehrere Vertreter von Gesundheitsberufen zum Zweck der gegenseitigen Abstimmung, Beratung, Supervision oder Weiterbildung. Ferner kann der Austausch zwischen professionell Pflegenden (bspw. examinierter Pflegefachkraft für Wunden und examinierter Pflegefachkraft ohne diese Qualifikation), vom Austausch zwischen professionell Pflegenden (bspw. examinierte Pflegefachkraft) und einem (pflegenden) Laien (Pflege(fach)konsultationen) abgegrenzt werden.

## Geschichte und Verbreitung in Deutschland
Telepflege stellt eine Übertragung telemedizinischer Ansätze auf den Kontext der Pflegebranche dar. In Deutschland findet Telepflege bisher noch keine verbreitete Anwendung, auch wenn Schritte in diese Richtung unternommen werde, bspw. das ESF-geförderte Projekt Telepflege. So gehörte es auch zu den zentralen Ergebnissen der Konzertierten Aktion Pflege im Jahr 2019, den Bereich der Telepflege stärker als bisher in Deutschland zu erforschen und umzusetzen.

## Potenziale, internationale Nutzung und Forschungsbedarfe
Telepflege verfügt aus Sicht des Bundesgesundheitsministeriums über das Potenzial, einen Beitrag dafür zu leisten, Pflegende miteinander zu vernetzen. Dafür soll u. a. die Beratung von Pflegebedürftigen und ihren Angehörigen schnell ausgebaut werden. Die Zusammenführung zwischen einem Unterstützungsbedarf und der zugehörigen Expertise kann in direktem Austausch geschehen oder zentral organisiert werden. In letztem Fall organisiert eine (Telepflege)Zentrale die Verbindung zwischen Anfragenden und der notwendigen fachlichen Expertise.
Eine Bündelung internationaler Ansätze zeigt, dass zu den häufigsten Einsatzgebieten die Patientenedukation, Monitoring und das besonders häufig vertretene Case Management gehören. Gleichzeitig wird deutlich, dass Videotelefonie in der Anwendung gegenüber dem Telefon noch deutlich seltener umgesetzt wird. Internationale Ansätze zum Bereich Telepflege und deren Abwicklung mit lokalen Gesundheitssystemen lassen sich zudem nur sehr bedingt auf das deutsche Gesundheitssystem übertragen. Im Jahr 2020 wurde u. a. deshalb seitens des Bundesministerium für Gesundheit die Umsetzung einer Studie beauftragt, um die Potenziale einer Telepflege in Deutschland aufzudecken. 

## Datenschutz und Datensicherheit
Wie in der Telemedizin, so gelten auch für den Kontext der Telepflege hohe Messlatten mit Blick auf Datenschutz und -integrität. Insbesondere durch die Übertragung von Gesundheitsdaten und die Sensibilität von Aufnahmen in einem sehr persönlichen Kontext (der Pflege) machen dies unerlässlich. Die Erhebung und Verarbeitung personenbezogener Daten durch öffentliche und nicht öffentliche Stellen impliziert dabei die Berücksichtigung des Datenschutzgesetzes (BDSG). Aufgrund der Anwendung von Telekommunikationsmedien gelten für die Telepflege zudem das Telekommunikationsgesetz (TKG) und das Telemediengesetz (TMG), welche die Relevanz klar definierter Ziele voraussetzen, um Datenschutz und Datensicherheit zu gewährleisten. Dazu gehören Vertraulichkeit, Datenintegrität, Datenverfügbarkeit, Transparenz, Intervenierbarkeit, Nichtverkettbarkeit von Daten sowie die Authentizität und Nichtabstreitbarkeit. Verschlüsselung und Pseudonymisierung sind dabei zentrale Aspekte, Datenschutz- und Datensicherheit zu erreichen.

## Telepflege als Chance zur Erweiterung von Kompetenzen und Rolle in der Pflege
Die Anwendung von Telepflege setzt bei Pflegenden und Pflegebedürftigen die Akzeptanz dieser Nutzungsform sowie eine grundlegende Technikkompetenz voraus. Darüber hinaus resultiert Anwendung unterschiedlicher Formen von Telepflege in der Notwendigkeit zum Aufbau gewisser sozialer, kognitiver und technischer Kompetenzen, die Pflegekräfte für ihren Berufsalltag mitbringen müssen, ggf. aber noch nicht besitzen, weil sie nicht Teil des Curriculums in der Ausbildung sind. So bedarf bspw. auch die Abstimmung, Delegation und / oder Anleitung über Videotelefonie einer erweiterten kommunikativen Kompetenz als sich diese im direkten Face-to-face Kontakt oder im Telefongespräch notwendig ist.
In der Anwendung der vielfältigen Facetten einer Telepflege zeigen Erhebungen ferner die „Bedeutung von Pflege als Informationsdrehscheibe im Versorgungsprozess. Durch ihre mittels Telepflege verstärkten Kontakte zu den Patienten und den anderen Akteuren unterstreichen Pflegekräfte ihre Aufgabe als „Knowledge Workers“. So betrachtet ist Telepflege eine Weiterführung von den pflegerischen Tätigkeiten der Informationsverwaltung und Informationsweiterleitung mit anderen Mitteln und verlangt Kompetenzen, diese Mittel sachgerecht einzusetzen.“.
Telepflege bietet somit die Chance, Pflege noch stärker als eine ganzheitliche Aufgabe zu betrachten, für die eine Vielzahl von Kompetenzen notwendig sind. Die Implementierung von Telepflege ermöglicht daher neue Chancen der Qualifizierung und Beschäftigungsmöglichkeiten in der Pflege (bspw. als Telepflegefachkraft für ältere Beschäftigte), wertet auch darüber das Berufsfeld und die zugehörigen Tätigkeiten auf und ermöglicht den Pflegediensten einen effizienteren Personaleinsatz.

## Umsetzbarkeit und Sinnhaftigkeit
Mit Blick auf die Umsetzung von Telepflege zeigen sich u. a. zwei zentrale Kritikpunkte, zum einen die technische Umsetzbarkeit, zum anderen die (erlebte) Sinnhaftigkeit.
In der aktuellen Situation (2020) ist nicht für jede zu versorgende Region in Deutschland ein ausreichendes Bandbreite über das Telefonnetz bzw. eine entsprechend gute Internetverbindung sichergestellt. Insbesondere Anwendungen, die einen vergleichsweise höheren Datenumsatz benötigen (wie Videotelefonie), sind daher eher in urbanen Regionen umsetzbar (Umsetzbarkeit).
Zudem kann ein Ansatz, wie die Telepflege vor dem Hintergrund des massiven Fachkräftemangels in der Pflegebranche allenfalls eine Teillösung darstellen. Die Arbeit mit diesem Ansatz erleichtert zwar den Austausch und die Zusammenarbeit der Akteure, trägt jedoch nicht dazu bei, die Zahl von examinierten Fachkräften zu erhöhen. Allenfalls fördert die Nutzung digitaler Potenziale durch die Anwendung moderner Technologien die Neigung (junger) Menschen, sich für den Pflegeberuf zu begeistern. Ferner ist Akzeptanz bei Pflegekräften und Pflegebedürftigen zu bedenken. Einerseits zeigen sich Pflegekräfte offen gegenüber technischen Innovationen in der Pflege, gleichwohl dürfen diese nicht das pflegerische Selbstverständnis beschädigen. Eine aktuelle Studie zur Nutzung von Teleangeboten im medizinischen Bereich zeigt, dass Senioren diese verfahren durchaus nutzen würden bzw. Interesse haben, dies, so die Vermutung, aus mangelnder Kenntnis jedoch (noch) nicht tun. Mit Blick auf die Akzeptanz technischer Systeme bei Pflegebedürftigen zeigen sich die personenbezogenen Faktoren „Alter“, „kognitive Fähigkeiten“, „Bildungsstand“ und „bisherige Technikerfahrungen“ als maßgeblich sowie „Aussehen“, „Größe“ sowie „Vertrauenswürdigkeit oder Sicherheit der Systeme“ hinsichtlich der technikbezogenen Faktoren. Beide Aspekte sind bei der Ausgestaltung telepflegerischer Ansätze zu bedenken.